# Peças de xadrez

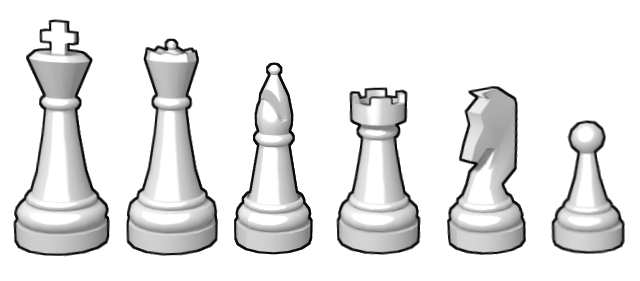
Da esquerda para a direita: Rei, Dama, Bispo, Torre, Cavalo e Peão.

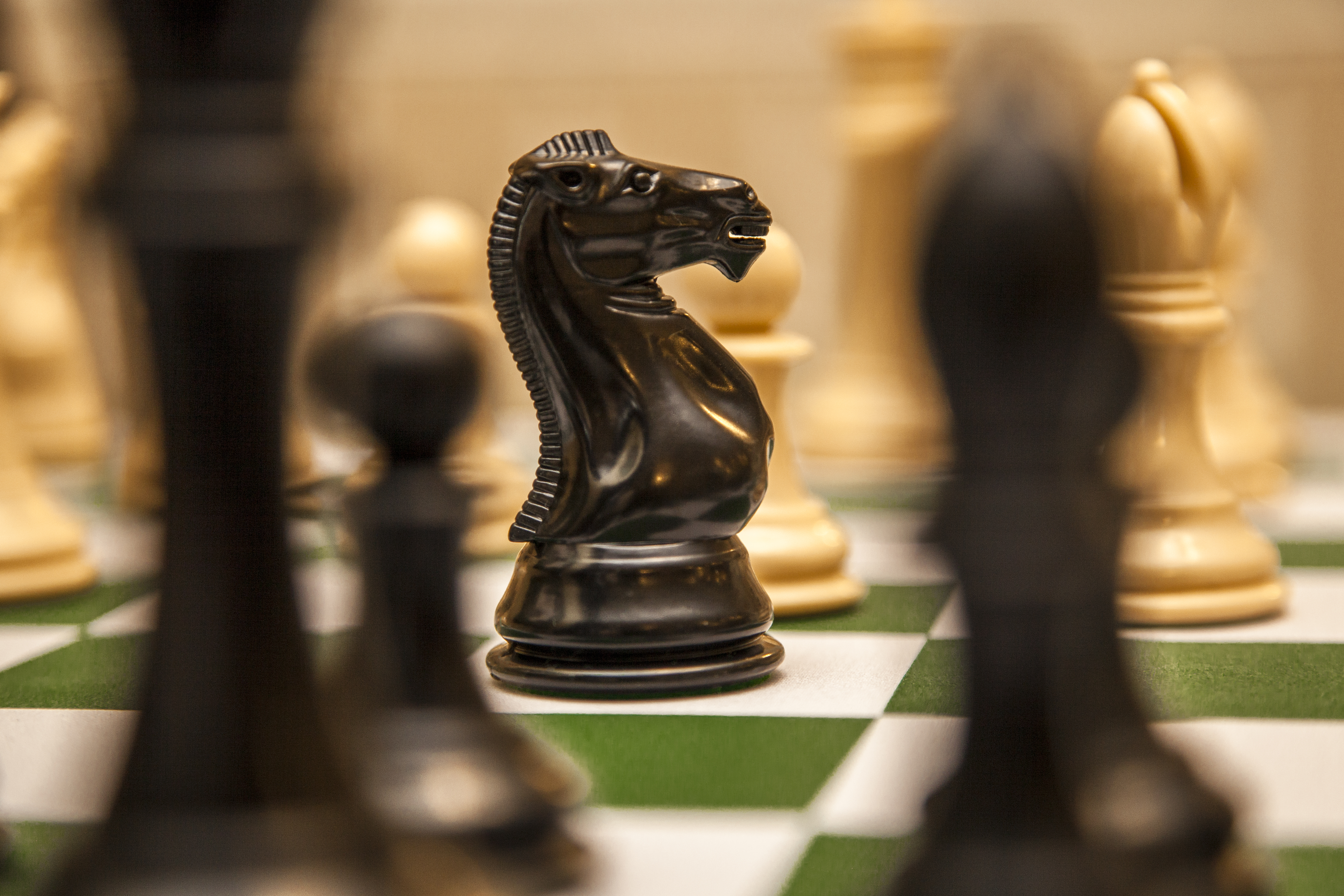
Exemplo de peças de plástico.

No xadrez, cada jogador conta com um conjunto idêntico de peças, ou trebelhos diferindo na cor, sendo um conjunto na cor preta e outro na cor branca. As regras da FIDE para competições oficiais determinam que o material deve seguir o Modelo Staunton e ser de plástico ou madeira (variedades típicas incluem mogno, cedro, marfim vegetal (jarina) e cerejeira. É usual a combinação de imbuia para as partes escuras com pau-marfim para as partes claras).

## Terminologia
No xadrez, a palavra "peça" tem três significados, dependendo do contexto:
1. Pode significar qualquer peça física do conjunto, incluindo peões. Quando usada neste sentido, "peça" é sinônimo para "peça de xadrez".[3]

1. Durante a partida, o termo normalmente é utilizado excluindo os peões, isto é, referindo-se apenas a dama, torre, bispo, cavalo ou rei. Neste contexto, as peças podem ser divididas em três grupos: peça maior (dama e torre), peça menor (bispo e cavalo) e o rei.[4]

1. Em frases como por exemplo "ganha uma peça", "perde uma peça" ou "sacrifica uma peça", refere-se somente ao bispo e cavalo. A dama, torre e o peão são especificados pelo nome nestes casos, por exemplo, "perde a torre" ou "sacrifica um peão".[5]

O contexto deve fazer a intenção do significado clara.

## Características
Cada conjunto conta com as seguintes peças:
- 1 ♔ Rei
- 1 ♛ Dama
- 2 ♝ Bispos
- 2 ♞ Cavalos
- 2 ♜ Torres
- 8 ♟ Peões.

As peças ficam em formação no fundo do tabuleiro, nas linhas 1 e 2 para as peças brancas, e nas linhas 7 e 8 para as peças pretas. Nos quatro cantos, na primeira e última linhas, ficam as Torres. Ao lado destas, nas mesmas linhas, ficam os Cavalos e, ao lado destes, ficam os Bispos. Nas duas casas centrais ficam o Rei e a Dama, sendo que a Dama é colocada na casa de mesma cor da própria peça (a regra é conhecida como "dama na cor"), ou seja, à esquerda para o jogador das peças brancas, e à direita para as peças pretas. Na outra casa central, ficam os Reis. Nas linhas seguintes (linhas 2 e 7) ficam os peões.

### Dimensões
A FIDE e outras organizações recomendam dimensões específicas para as peças e o tabuleiro de xadrez. As dimensões das peças são relacionadas ao tamanho da lateral das casas do tabuleiro; para torneios oficiais recomenda-se casas com laterais entre 5 cm e 6 cm e conjuntos de peças do padrão Staunton tenha a altura do Rei (peça mais alta) com 9,5 cm (com variações permitidas de até 10%), com base de diâmetro equivalente a algum valor entre 40% e 50% da altura, e demais peças proporcionais. Recomenda-se que o diâmetro da base dos peões seja equivalente a metade da largura das casas do tabuleiro. Ao mesmo tempo, espera-se que essa largura também seja equivalente a 1,25 a 1,30 da largura da base do rei.
Em resumo:
- para tabuleiros com casas de 3 cm de lado, o rei deve ter entre 4,5 cm e 6 cm de altura e o peão deve ter base de diâmetro igual a 1,5 cm ou pouco menos;
- para tabuleiros com casas de 3,5 cm de lado o rei deve ter entre 4,8 cm e 7 cm de altura e o peão deve ter base de diâmetro igual a 1,7 cm ou pouco menos;
- para tabuleiros com casas de 4 cm de lado o rei deve ter entre 6 cm e 8 cm de altura e o peão deve ter base de diâmetro igual a 2 cm ou pouco menos;
- para tabuleiros com casas de 5 cm de lado o rei deve ter entre 7,5 cm e 10 cm de altura e o peão deve ter base de diâmetro igual a 2,5 cm ou pouco menos;
- para tabuleiros com casas de 5,7 cm de lado (que é o tamanho favorito da FIDE) o rei deve ter entre 8,5 cm e 11,4 cm de altura e o peão deve ter base de diâmetro igual a 2,8 cm ou pouco menos;
- para tabuleiros com casas de 6,5 cm de lado (praticamente os maiores que se pode encontrar em jogos oficiais em condições normais) o rei deve ter entre 9,7 cm e 13 cm de altura e o peão deve ter base de diâmetro igual a 3,3 cm ou pouco menos.

#### Exemplos
Como ilustração, as conhecidas peças Amazônia tem as seguintes dimensões:
| Peça   | Base   | Altura   |
| ------ | ------ | -------- |
| Rei    | 4,5 cm | 10,50 cm |
| Dama   | 4,0 cm | 9,0 cm   |
| Bispo  | 3,5 cm | 7,7 cm   |
| Cavalo | 3,5 cm | 7,5 cm   |
| Torre  | 3,5 cm | 6,5 cm   |
| Peão   | 3,2 cm | 6,0 cm   |

## Fabricação
Mundialmente, muitas peças de xadrez são atualmente feitas na Índia; no Brasil, além dos excelentes trabalhos artesanais em escala limitada, destacam-se os produtos de diversas empresas. Os modelos Staunton são de longe os mais populares, mas há uma enorme variedade de conjuntos temáticos produzidos em todo o mundo, mais para fins de decoração do que de jogo.

## Notação algébrica
Na notação algébrica, as peças recebem o seguinte código:
| Peça   | Português | Inglês |
| ------ | --------- | ------ |
| Rei    | R         | K      |
| Dama   | D         | Q      |
| Bispo  | B         | B      |
| Cavalo | C         | N      |
| Torre  | T         | R      |

O peão não recebe nenhum código na notação. Ou seja, se na notação não consta o código da peça, sabe-se que é um peão…

## Valor das peças
As peças também têm um valor relativo (este valor é relativo por que depende da função da peça na estratégia do jogador, bem como de sua influência no tabuleiro). Geralmente é aceito que as peças tem o seguinte valor:
| Peça   | Valor | Valor (Escola clássica) |
| ------ | ----- | ----------------------- |
| Rei    | 0     |                         |
| Dama   | 9     | 9                       |
| Torre  | 5     | 5,5                     |
| Bispo  | 3     | 6                       |
| Cavalo | 3     | 5                       |
| Peão   | 1     | 0,5                     |

Notas:
- Alguns atribuem valores iguais a 3 tanto para o bispo quanto para o cavalo. Ambos têm vantagens e desvantagens: o Bispo tem uma grande amplitude de movimentos, embora possa operar apenas em casas de determinada cor; o Cavalo é a única peça no jogo cujo movimento não pode ser obstruído por outra peça (pode ser importante em partidas fechadas, com muitos peões) - porém, a sua amplitude é fixa.
- Mesmo valendo menos que duas torres (1 ponto a menos) a Dama empata nos finais 2 torres contra Dama.
- Uma torre e peão valem duas peças menores (cavalo e bispo).

### Poder de mate
- Rei e dama ou rei e torre forçam mate contra rei sem forças e solitário
- Rei e dois bispos (agindo em casas de cores diferentes) vencem contra rei solitário.
- Rei, bispo e cavalo também vencem contra rei solitário.
- Rei e dois cavalos não forçam um mate contra um rei solitário; podem dar mate, mas apenas com erros do adversário.

## Valor artístico
O desenvolvimento e forma das peças de xadrez estimulou a imaginação de artistas, artesãos e desenhistas em todos os países e culturas, do qual a sociedade criou peças que refletiam o espírito e cultura do ambiente. A grande maioria dos conjuntos de peças são abstratas, porém mesmo estas têm qualidade artística. Muitas sociedades europeias desenvolveram conjuntos distintos como Lyon, Munique, Nuremberg e Londres, normalmente em madeira, osso e marfim que eram vendidos localmente ou exportados. Alguns dos conjuntos criados no Séc. XVIII foram criados em área conhecidas por trabalho em marfim como Barhampur (Índia), Cantão (China), Dieppe (França) e Kholmogory (Rússia) em padrões, temas e estilos tradicionais próprios. Artistas individualmente criaram peças de alto valor artístico para comemorarem eventos históricos, entretanto não havia a tradição de assinar, registrar ou organizar estes trabalhos permanecendo na atualidade a maioria com autoria desconhecida.

## Conjuntos

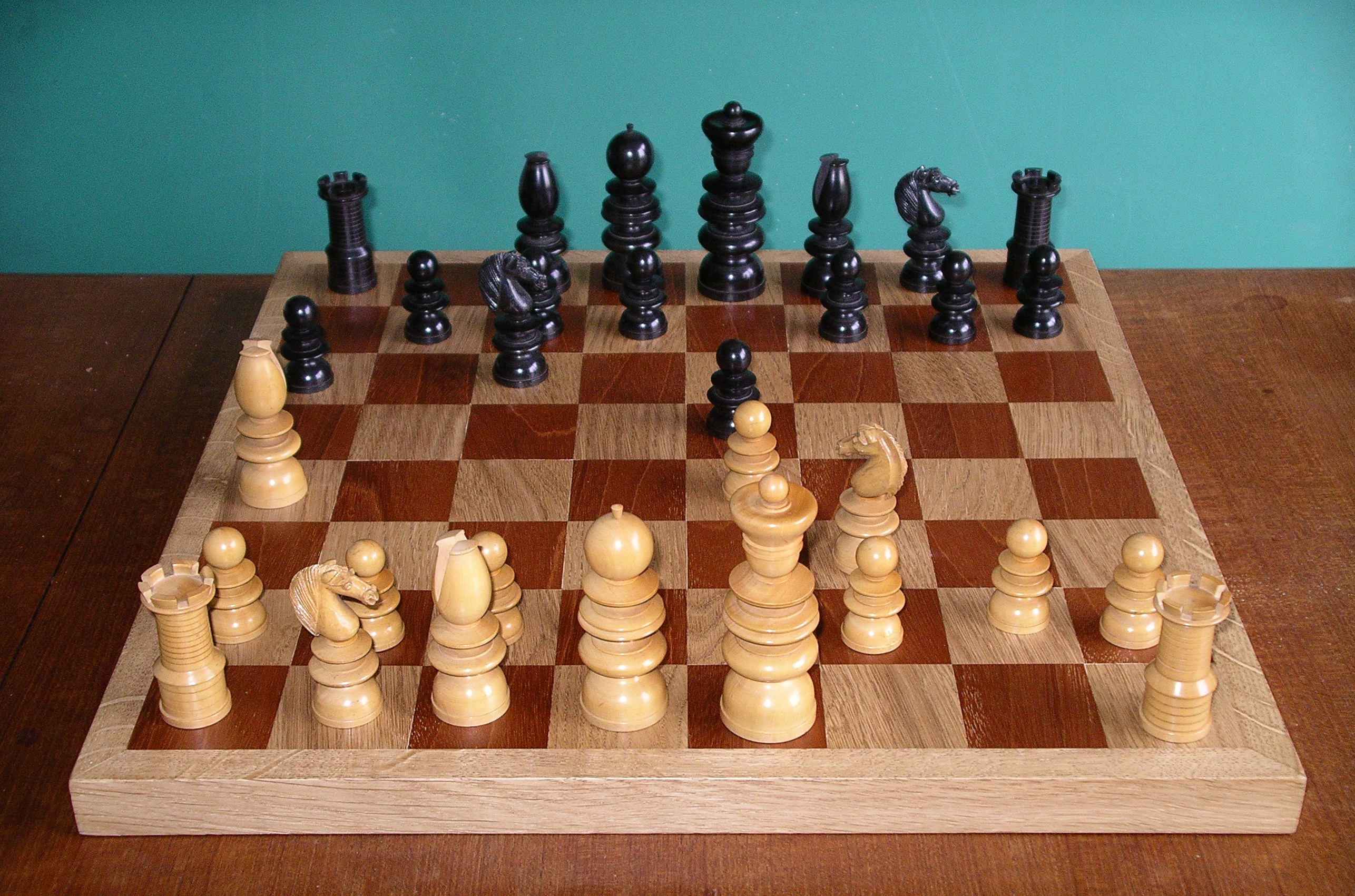
conjunto Sg. George.

A variação de desenhos disponíveis é grande, com pequenas diferenças cosméticas a representações altamente abstratas de peças temáticas que emulam desenhos do trabalho de Lewis Carroll e tratamentos modernos baseados em Jornadas nas Estrelas ou Os Simpsons, apesar de suas intenções serem normalmente para exibição ao invés da prática do jogo. Alguns trabalhos de artes são conjuntos modernos desenhos de conjuntos de peças de xadrez, tais como o conjunto modernista criado pelo entusiasta do xadrez e dadaísta Man Ray, exibido no Museu de Arte Moderna de Nova Iorque.
Peças de xadrez para o jogo são usualmente figuras mais altas do que largas. Por exemplo o modelo do Rei no padrão Staunton, conjunto de oficial de peças a serem utilizadas em competições da FIDE, consiste numa figura de aproximadamente 9,5 cm com uma base deve ter aproximadamente 40 a 50% da sua altura.
Peças em madeira são normalmente feitas em madeira clara como buxus ou bordo para as peças claras e em ébano para as escuras, ou então são pintadas em preto, marrom ou vermelho. Peças em plástico são feitas em branco ou quase branco e as escuras em preto ou vermelho. Algumas vezes outros materiais como osso, marfim ou materiais compostos.